# Thiago Constância
Alberto Thiago, właśc. Thiago Alberto Constância (ur. 21 grudnia 1984 w São Paulo) – brazylijski piłkarz, grający na pozycji lewego lub centralnego napastnika.

## Kariera piłkarska

### Kariera klubowa
Wychowanek klubów Feyenoord i Guarani FC. Karierę piłkarską rozpoczął w klubie Paraná Clube. Potem bronił barw klubów União Bandeirante, AD Cabofriense i Bragantino. Następnie w październiku 2006 wyjechał do Europy, gdzie został piłkarzem mołdawskiego mistrza Sheriff Tyraspol. W 2008 przeniósł się do rumuńskiego FC Dinamo Bukareszt. Po wygaśnięciu kontraktu 13 maja 2010 roku podpisał nowy 3-letni kontrakt z Karpatami Lwów.

## Sukcesy i odznaczenia

### Sukcesy klubowe
- mistrz Mołdawii: 2007, 2008
- zdobywca Superpucharu Mołdawii: 2007
- zdobywca Pucharu Mołdawii: 2008